# 熱田敏弘
熱田 敏弘（あつた としひろ、1934年 - ）は、関西テレビ放送の元アナウンサーで、現在はフリーアナウンサー。

## 来歴・人物
和歌山県出身。横浜市立大学卒業後、1959年KTVにアナウンサーとして入社。主に同局夕方のローカルワイドニュース『アタック630』のキャスターを担当した。
KTV退社後、大阪芸術大学で教鞭をとっている。

## 過去の出演番組
- アタック630
- FNNニュースレポート6:00（東京・フジテレビのスタジオから放送された夕方のFNN系列全国ニュース。本来のキャスターである俵孝太郎〔のちに山川千秋に交代〕が取材・休暇等で不在の際の代役）
- WHO（ワイドショー）
- 報道日曜特集（キャスター）

## 関連人物
- 桑原征平 - 元関西テレビアナウンサーの後輩。定年退職後、熱田と同様に大阪芸術大学教授を務めていた。現在は、種智院大学客員教授となる。